# Alphonse Costantin
Alphonse Costantin est un arbitre de football belge né le 17 mai 1945. Il fut aussi directeur du Standard de Liège.

## Carrière
Il a été actif dans les années 1980 et au début des années 1990. En 1992 et 1993, il a été Arbitre de l'année. Il a, notamment, arbitré la finale de Coupe de Belgique Sporting Charleroi-Standard de Liège en 1993.
Entre février 2002 et janvier 2003, il a été directeur du Standard de Liège.

## Statistiques

### Matchs internationaux
- Amicaux: 9
- Coupe des clubs champions: 2
- Coupe des coupes: 2
- Qualifications Championnat d'Europe 1988: 1
- Qualifications Championnat d'Europe 1992: 2
- Qualifications Coupe du monde 1990: 1
- Qualifications Coupe du monde 1994: 1

### Matchs belges
- Finale Coupe de Belgique Sporting Charleroi-Standard de Liège: 1993